# 最高裁判所事務総局
最高裁判所事務総局（さいこうさいばんしょじむそうきょく）は、日本の最高裁判所において、その庶務を掌らせるために置かれる機関。法律上は最高裁判所長官の監督の下、最高裁判所事務総長によって掌理される。2016年（平成28年）度の定員は事務総長を含み644名である。

## 概要
裁判所法には「最高裁判所の庶務を行う」とのみ記され、その具体的に行うべき事務は明示されていない。裁判官と裁判所職員に関わる「司法行政」を行うことを目的とし、最高裁判所規則・最高裁判所規程に基づいて複数の局・課や様々な役職が置かれると共に、各課の所掌事務が定められており、法律上は最高裁判所の裁判官会議の議に基づいて行われる司法行政事務に携わると定義されている。しかし、最高裁判所も含めて日本の裁判官は非常に多忙であり、実際の裁判官たちは裁判官会議に時間をかける余裕がないため、裁判官会議は最高裁判所事務総局が決めた事を追認するだけの形骸化した会議に過ぎず、実質的には最高裁判所事務総局が日本の司法行政権の全てを掌握する形になっている。
通常、最高裁判所事務総局の主な機能は大きく以下の6つに分類できるものと解釈されている。
- 最高裁判所の規則・規程の作成
- 法律・政令の制定に関する法務省との交渉・調整
- 裁判官の人事に関する機能
- 裁判所の予算に関する機能
- 全国の高等裁判所長官・地方および家庭裁判所の所長を招集し、最高裁判所事務総局からの各種通達や協議を行う『裁判官会同・協議会』の実施
- 海外の裁判制度に関する調査研究、各級裁判所における判決・検察や弁護人の主張・弁護士界の動向などの分析や、それに関係する資料の収集と整理

これらの機能は、大日本帝国憲法の時代に日本国内の全ての裁判所と裁判官を支配・統制していた司法省から受け継がれたものである。
敗戦後の1946年（昭和21年）、司法省に「臨時司法制度改正審議会」が設置され、司法省存続の是非、最高裁判所の構成、弁護士制度の関する議論が始まり、司法官僚を中心に、司法省の解体・廃止を狙う連合国軍最高司令官総司令部 (GHQ) との折衝が行われていた。同審議会は同年7月12日に裁判所法、検察庁法、最高裁判所裁判官国民審査法の要綱をまとめたが、裁判官の人事権や予算編成権などの、全国の裁判所を統制する権限を巡って司法省（検事）と大審院（判事）との間で論争となった。司法省側は戦前と同様に人事・予算ともに司法大臣が権限を持つべきと主張したのに対して、大審院側は人事・予算に関する権限があってこその司法権の独立であると主張し、両者の対立が激化した。
戦前、司法省では「検尊判卑主義」が公然と囁かれており、検事局・司法省・裁判所の要職を、検事がほぼ独占していた。そのため、判事は検事よりも格下の扱いだった。こういった事情から、大審院には、司法省に対する強烈な拒否反応が生じていた。
最終的にGHQは最高裁判所が人事権と予算編成権を持つべきだと決定を下し、1947年（昭和22年）5月3日、裁判所法と検察庁法が日本国憲法施行とともに施行され、新裁判制度がスタートした。
最高裁判所事務総局は、日本国憲法施行後に、GHQによる司法改革（司法省の解体・廃止）の一環として新設された最高裁判所に移籍した旧司法官僚の判事によって設立された機関であり、事務総局の組織自体も司法省を参考に編成された。このため、最高裁判所事務総局は「司法省の戦後の再編成版」とも呼ばれ、現在も司法行政の中枢機関として、日本国内の全ての裁判官の職務に多大な影響を及ぼしている。
なお、旧司法官僚のうち検事は法務庁（現・法務省）と検察庁を設立し、最高裁判所事務総局と法務省は司法省の廃止後も判検交流と呼ばれる人事交流を行うなど、付かず離れずの関係を維持し続けながら現在に至っている。

## 沿革
- 1947年（昭和22年）12月1日 - 日本国憲法施行後に裁判所法及び最高裁判所事務局規則に基づき、最高裁判所事務局を設立。事務局には事務総長の外、裁判所事務官（1級～3級）と裁判所技官（2級～3級）が任官した[注釈 3]。司法官僚のうち、判事であった者が最高裁判所の内部へ多数移籍し、大日本帝国憲法の時代に司法省が有していた司法行政権の全てを継承する。
- 1948年（昭和23年） - 裁判所法改正により、最高裁判所事務局から最高裁判所事務総局へと改称した。
- 1952年（昭和27年） - 最高裁判所事務総局規則を改正し、員数や任官資格の規定を「最高裁判所規程」に移す[注釈 4]。
- 2001年（平成13年） - 司法行政文書の情報公開制度の実施に伴い、最高裁判所の保有する司法行政文書の開示等に関する事務の取扱要綱を施行（2006年〈平成18年〉改正）[注釈 5]。

## 組織
- 事務総長（氏本厚司）
  - 事務次長（非常置ポスト）
    - 審議官（染谷武宣）
    - 家庭審議官（工藤眞仁）
    - 秘書課（板津正道）
    - 広報課（板津正道）
    - 情報政策課（杜下弘記）
    - 総務局（小野寺真也） - 第一課、第二課、第三課
    - 人事局（徳岡治） - 任用課、能率課、調査課、公平課、職員管理官
    - 経理局（染谷武宣） - 総務課、主計課、営繕課、用度課、監査課、管理課、厚生管理官
    - 民事局（福田千恵子） - 第一課、第二課、第三課
    - 行政局（福田千恵子） - 第一課、第二課、第三課
    - 刑事局（吉崎佳弥） - 第一課、第二課、第三課
    - 家庭局（馬渡直史） - 第一課、第二課、第三課

- 局又は課に局長又は課長を置く。
- 局の課又は室に局の課長又は室長を置く。
- 局又は課に参事官を置くことができる。
- 局又は課に局付又は課付を置くことができる。

最高裁判所事務総局の局長、課長等は本来は裁判所事務官または裁判所技官のポストであるが、実際には家庭審議官や一部の課長を除き、ほとんどのポストにはキャリア裁判官が充てられている。最高裁判所事務総局の要職を経験した裁判官の多くが後に最高裁判所裁判官（最高裁判所長官を含む）や高等裁判所長官へと昇進している（詳細は下記「歴代在職者一覧」を参照）。
このように、最高裁判所事務総局は日本の司法行政の中枢機関であると同時に、最高裁判所裁判官や高等裁判所長官の候補生を育てる養成機関としての機能も有しており、特にキャリア裁判官出身の最高裁判所裁判官は原則として最高裁判所事務総局の勤務経験者の中から任命される事が慣例となっている。このように最高裁判所裁判官の限られたポストを最高裁判所事務総局の勤務経験者たちが代々独占し続ける人事制度により、最高裁判所事務総局は日本国内の全ての裁判所の司法行政部門と裁判部門に対して強い権限と影響力を持っている。

## 歴代在職者一覧

### 経理局長
| 氏名     | 在任期間                                              | 退任後の主な役職                           | 備考         |
| -------- | ----------------------------------------------------- | ------------------------------------------ | ------------ |
| 吉田豊   | 1947年（昭和22年）8月12日 - 1952年（昭和27年）7月14日 | 最高裁判所判事                             |              |
| 岸上康夫 | 1952年（昭和27年）7月15日 - 1958年（昭和33年）9月7日  | 最高裁判所判事                             |              |
| 栗本一夫 | 1958年（昭和33年）9月8日 - 1963年（昭和38年）1月25日  | 最高裁判所判事                             | 栗本慎一郎父 |
| 岩野徹   | 1963年（昭和38年）1月26日 - 1969年（昭和44年）6月30日 |                                            |              |
| 大内恒夫 | 1969年（昭和44年）7月1日 - 1975年（昭和50年）4月30日  | 最高裁判所判事                             |              |
| 草場良八 | 1975年（昭和50年）5月1日 - 1980年（昭和55年）3月10日  | 最高裁判所長官                             |              |
| 原田直郎 | 1980年（昭和55年）3月11日 - 1983年（昭和58年）7月14日 | 大阪高等裁判所長官                         |              |
| 川崎義徳 | 1983年（昭和58年）7月15日 - 1986年（昭和61年）9月21日 | 東京高等裁判所長官、公害等調整委員会委員長 |              |
| 町田顕   | 1986年（昭和61年）9月22日 - 1991年（平成3年）7月16日  | 最高裁判所長官                             |              |
| 仁田陸郎 | 1991年（平成3年）7月17日 - 1997年（平成9年）3月13日   | 東京高等裁判所長官                         |              |
| 竹﨑博允 | 1997年（平成9年）3月14日 - 2002年（平成14年）7月10日  | 最高裁判所長官                             |              |
| 大谷剛彦 | 2002年（平成14年）7月11日 - 2006年（平成18年）1月29日 | 最高裁判所判事                             |              |
| 小池裕   | 2006年（平成18年）1月30日 - 2010年（平成22年）7月6日  | 最高裁判所判事                             |              |
| 林道晴   | 2010年（平成22年）7月7日 - 2013年（平成25年）3月4日   | 最高裁判所判事                             |              |
| 垣内正   | 2013年（平成25年）3月5日 - 2015年（平成27年）6月25日  | 東京地方裁判所所長                         |              |
| 笠井之彦 | 2015年（平成27年）6月26日 - 2020年（令和2年）5月10日  | 広島高等裁判所長官                         |              |
| 氏本厚司 | 2020年（令和2年）5月11日 - 2023年（令和5年）9月24日   | 最高裁判所事務総長                         |              |
| 染谷武宣 | 2023年（令和5年）9月25日 -                            | （前職）最高裁審議官・最高裁情報政策課長   |              |

### 人事局長
| 氏名     | 在任期間                                               | 退任後の主な役職                                     | 備考     |
| -------- | ------------------------------------------------------ | ---------------------------------------------------- | -------- |
| 石田和外 | 1947年（昭和22年）8月12日 - 1950年（昭和25年）6月29日  | 最高裁判所長官、元号法制化実現国民会議議長           |          |
| 鈴木忠一 | 1950年（昭和25年）8月15日 - 1958年（昭和33年）6月8日   | 司法研修所長                                         |          |
| 守田直   | 1958年（昭和33年）6月9日 - 1965年（昭和40年）6月30日   | 事務次長                                             |          |
| 矢崎憲正 | 1965年（昭和40年）7月14日 - 1970年（昭和45年）12月29日 | 広島高等裁判所長官、東洋大学教授                     |          |
| 矢口洪一 | 1970年（昭和45年）12月30日 - 1976年（昭和51年）7月15日 | 最高裁判所長官                                       |          |
| 勝見嘉美 | 1976年（昭和51年）7月16日 - 1981年（昭和56年）2月6日   | 名古屋高等裁判所長官                                 | 依願退官 |
| 大西勝也 | 1981年（昭和56年）2月7日 - 1984年（昭和59年）9月10日   | 最高裁判所判事、三井住友フィナンシャルグループ監査役 |          |
| 桜井文夫 | 1984年（昭和59年）9月11日 - 1990年（平成2年）3月14日   | 東京高等裁判所長官                                   |          |
| 泉徳治   | 1990年（平成2年）3月15日 - 1994年（平成6年）4月7日     | 最高裁判所判事                                       |          |
| 堀籠幸男 | 1994年（平成6年）4月8日 - 1998年（平成10年）8月9日     | 最高裁判所判事                                       |          |
| 金築誠志 | 1998年（平成10年）8月10日 - 2002年（平成14年）9月17日  | 最高裁判所判事                                       |          |
| 山崎敏充 | 2002年（平成14年）9月18日 - 2007年（平成19年）1月14日  | 最高裁判所判事                                       |          |
| 大谷直人 | 2007年（平成19年）1月15日 - 2011年（平成23年）1月26日  | 最高裁判所長官                                       |          |
| 安浪亮介 | 2011年（平成23年）1月27日 - 2014年（平成26年）9月11日  | 最高裁判所判事                                       |          |
| 堀田眞哉 | 2014年（平成26年）9月12日 - 2020年（令和2年）7月27日   | 東京高等裁判所長官                                   |          |
| 徳岡治   | 2020年（令和2年）7月28日 -                             |                                                      |          |

### 総務局長
| 氏名       | 在任期間                                                          | 退任後の主な役職                                       | 備考                 |
| ---------- | ----------------------------------------------------------------- | ------------------------------------------------------ | -------------------- |
| 内藤頼博   | 1947年（昭和22年）8月12日 - 1952年（昭和27年）11月3日             | 名古屋高等裁判所長官、学校法人学習院院長               | 子爵                 |
| 関根小郷   | 1956年（昭和31年）12月5日 - 1958年（昭和33年）9月24日             | 最高裁判所判事                                         |                      |
| 桑原正憲   | 1962年（昭和37年）1月8日 - 1963年（昭和38年）6月25日              | 札幌高等裁判所長官                                     |                      |
| 寺田治郎   | 1963年（昭和38年）10月16日 - 1970年（昭和45年）7月10日            | 最高裁判所長官                                         | 裁判官寺田逸郎父     |
| 長井澄     | 1970年（昭和45年）7月11日 - 1973年（昭和48年）2月14日             |                                                        | 官吏死亡             |
| 田宮重男   | 1973年（昭和48年）2月15日 - 1976年（昭和51年）7月15日             | 司法研修所長                                           | 依願退官             |
| 矢口洪一   | 1976年（昭和51年）7月16日 - 1977年（昭和52年）9月25日（事務取扱） | 最高裁判所長官                                         |                      |
| 大西勝也   | 1977年（昭和52年）9月26日 - 1981年（昭和56年）2月6日              | 最高裁判所判事、三井住友フィナンシャルグループ監査役   |                      |
| 梅田晴亮   | 1981年（昭和56年）2月7日 - 1983年（昭和58年）1月31日              | 札幌高等裁判所長官、財団法人建設業適正取引推進機構会長 | 依願退官             |
| 山口繁     | 1983年（昭和58年）2月1日 - 1988年（昭和63年）3月31日              | 最高裁判所長官                                         |                      |
| 金谷利広   | 1988年（昭和63年）4月1日 - 1991年（平成3年）6月14日               | 最高裁判所判事                                         |                      |
| 上田豊三   | 1991年（平成3年）6月15日 - 1993年（平成5年）11月3日               | 最高裁判所判事                                         |                      |
| 涌井紀夫   | 1993年（平成5年）11月3日 - 1998年（平成10年）1月23日              | 最高裁判所判事                                         |                      |
| 浜野惺     | 1998年（平成10年）1月24日 - 1999年（平成11年）8月31日             | 東京高等裁判所判事（部総括）                           | 依願退官             |
| 堀籠幸男   | 1999年（平成11年）9月1日 - 2000年（平成12年）1月3日（事務取扱）   | 最高裁判所判事                                         |                      |
| 中山隆夫   | 2000年（平成12年）1月4日 - 2004年（平成16年）9月12日              | 福岡高等裁判所長官                                     |                      |
| 園尾隆司   | 2004年（平成16年）9月13日 - 2006年（平成18年）9月8日              | 東京高等裁判所判事（部総括）                           | 懲戒処分（厳重注意） |
| 高橋利文   | 2006年（平成18年）9月9日 - 2009年（平成21年）4月26日              | 東京高等裁判所判事（部総括）                           | 官吏死亡             |
| 戸倉三郎   | 2009年（平成21年）4月27日 - 2013年（平成25年）9月20日             | 最高裁判所長官                                         |                      |
| 中村慎     | 2013年（平成25年）9月20日 - 2018年（平成30年）9月9日              | 最高裁判所判事                                         |                      |
| 村田斉志   | 2018年（平成30年）9月10日 - 2021年（令和3年）7月4日               | 東京高等裁判所判事（部総括）                           |                      |
| 小野寺真也 | 2021年（令和3年）7月5日 - 2025年（令和7年）7月14日                | 前橋地方裁判所所長                                     |                      |
| 清藤健一   | 2025年（令和7年）7月15日 -                                        |                                                        |                      |

### 民事局長兼行政局長
| 氏名       | 在任期間                                                | 退任後の主な役職                                         | 備考                 |
| ---------- | ------------------------------------------------------- | -------------------------------------------------------- | -------------------- |
| 関根小郷   | 1947年（昭和22年）8月12日 - 1958年（昭和33年）9月24日   | 最高裁判所判事                                           |                      |
| 仁分百合人 | 1958年（昭和33年）9月25日 - 1963年（昭和38年）6月4日    | 高等裁判所長官                                           |                      |
| 中村治朗   | 1963年（昭和38年）6月5日 - 1964年（昭和39年）11月24日   | 最高裁判所判事                                           |                      |
| 菅野啓蔵   | 1964年（昭和39年）12月2日 - 1968年（昭和43年）11月10日  | 高等裁判所長官                                           |                      |
| 矢口洪一   | 1968年（昭和43年）11月11日 - 1970年（昭和45年）12月29日 | 最高裁判所長官                                           |                      |
| 瀬戸正二   | 1970年（昭和45年）12月30日 - 1972年（昭和47年）1月30日  | 高等裁判所長官                                           |                      |
| 西村宏一   | 1972年（昭和47年）1月31日 - 1974年（昭和49年）10月3日   | 福岡高等裁判所長官、東海大学教授                         |                      |
| 井口牧郎   | 1974年（昭和49年）10月4日 - 1978年（昭和53年）9月21日   | 名古屋高等裁判所長官                                     | 依願退官             |
| 西山俊彦   | 1978年（昭和53年）9月22日 - 1981年（昭和56年）2月28日   | 高松高等裁判所長官、公害等調整委員会委員長               |                      |
| 川崎義徳   | 1981年（昭和56年）3月1日 - 1983年（昭和58年）7月14日    | 東京高等裁判所長官、公害等調整委員会委員長               |                      |
| 上谷清     | 1983年（昭和58年）7月15日 - 1988年（昭和63年）2月28日   | 大阪高等裁判所長官、司法試験委員会委員長、JR東日本監査役 |                      |
| 泉德治     | 1988年（昭和63年）2月29日 - 1990年（平成2年）3月14日    | 最高裁判所判事、TMI総合法律事務所顧問                    |                      |
| 今井功     | 1990年（平成2年）3月15日 - 1994年（平成6年）12月20日    | 最高裁判所判事、TMI総合法律事務所顧問                    |                      |
| 石垣君雄   | 1994年（平成6年）12月21日 - 1999年（平成11年）2月10日   | 東京高等裁判所判事（部総括）                             | 依願退官             |
| 千葉勝美   | 1999年（平成11年）2月11日 - 2003年（平成15年）1月23日   | 最高裁判所判事                                           |                      |
| 園尾隆司   | 2003年（平成15年）1月24日 - 2004年（平成16年）9月12日   | 東京高等裁判所判事（部総括）                             | 懲戒処分（厳重注意） |
| 高橋利文   | 2004年（平成16年）9月13日 - 2006年（平成18年）9月8日    | 東京高等裁判所判事（部総括）                             | 官吏死亡             |
| 小泉博嗣   | 2006年（平成18年）9月8日 - 2009年（平成21年）8月2日     | 大阪高等裁判所長官                                       |                      |
| 林道晴     | 2009年（平成21年）8月3日 - 2010年（平成22年）7月6日     | 最高裁判所判事                                           |                      |
| 永野厚郎   | 2010年（平成22年）7月7日 - 2014年（平成26年）7月17日    | 名古屋高等裁判所長官                                     |                      |
| 菅野雅之   | 2014年（平成26年）7月18日 - 2016年（平成28年）6月24日   | 大阪高等裁判所長官                                       |                      |
| 平田豊     | 2016年（平成28年）6月25日 - 2018年（平成30年）12月18日  | 東京高等裁判所判事（部総括）                             | 依願退官             |
| 門田友昌   | 2018年（平成30年）12月18日 - 2023年（令和5年）8月24日   | 東京高等裁判所判事（部総括）                             |                      |
| 福田千恵子 | 2023年（令和5年）8月24日 -                              |                                                          |                      |

### 刑事局長兼最高裁判所図書館長
| 氏名       | 在任期間                                               | 退任後の主な役職                               | 備考     |
| ---------- | ------------------------------------------------------ | ---------------------------------------------- | -------- |
| 岸盛一     | 1947年（昭和22年）8月12日 - 1953年（昭和28年）12月27日 | 最高裁判所判事                                 |          |
| 江里口清雄 | 1953年（昭和28年）12月28日 - 1959年（昭和34年）8月31日 | 最高裁判所判事                                 |          |
| 樋口勝     | 1959年（昭和34年）9月1日 - 1963年（昭和38年）11月15日  | 高等裁判所長官                                 |          |
| 矢崎憲正   | 1963年（昭和38年）11月16日 - 1965年（昭和40年）7月14日 | 広島高等裁判所長官、東洋大学教授               |          |
| 佐藤千速   | 1965年（昭和40年）9月1日 - 1970年（昭和45年）12月29日  | 高等裁判所長官                                 |          |
| 牧圭次     | 1971年（昭和46年）1月18日 - 1973年（昭和48年）6月30日  | 最高裁判所判事                                 |          |
| 千葉和郎   | 1973年（昭和48年）7月1日 - 1975年（昭和50年）7月14日   | 名古屋高等裁判所長官                           | 依願退官 |
| 岡垣勲     | 1975年（昭和50年）7月15日 - 1980年（昭和55年）2月19日  |                                                | 官吏死亡 |
| 柳瀬隆次   | 1980年（昭和55年）2月20日 - 1981年（昭和56年）2月6日   | 東京高等裁判所判事（部総括）、城西国際大学教授 |          |
| 小野幹雄   | 1981年（昭和56年）2月7日 - 1985年（昭和60年）9月30日   | 最高裁判所判事                                 |          |
| 吉丸真     | 1985年（昭和60年）10月1日 - 1989年（平成元年）8月24日  | 札幌高等裁判所長官                             |          |
| 島田仁郎   | 1989年（平成元年）8月25日 - 1994年（平成6年）3月21日   | 最高裁判所長官                                 |          |
| 高橋省吾   | 1994年（平成6年）3月22日 - 1998年（平成10年）8月3日    | 東京高等裁判所判事（部総括）、山梨学院大学教授 |          |
| 白木勇     | 1998年（平成10年）8月4日 - 2001年（平成13年）9月15日   | 最高裁判所判事                                 |          |
| 大野市太郎 | 2001年（平成13年）9月16日 - 2005年（平成17年）1月27日  | 大阪高等裁判所長官                             |          |
| 大谷直人   | 2005年（平成17年）1月28日 - 2007年（平成19年）1月14日  | 最高裁判所長官                                 |          |
| 小川正持   | 2007年（平成19年）1月15日 - 2010年（平成22年）1月24日  | 東京家庭裁判所長                               |          |
| 植村稔     | 2010年（平成22年）1月25日 - 2013年（平成25年）1月7日   | 札幌高等裁判所長官                             |          |
| 今崎幸彦   | 2013年（平成25年）1月8日 - 2015年（平成27年）3月29日   | 最高裁判所長官                                 |          |
| 平木正洋   | 2015年（平成27年）3月30日 - 2018年（平成30年）1月4日   | 最高裁判所判事                                 |          |
| 安東章     | 2018年（平成30年）1月5日 - 2021年（令和3年）2月26日    | 千葉地方裁判所長                               |          |
| 吉崎佳弥   | 2021年（令和3年）2月27日 - 2024年（令和6年）8月23日    | 静岡地方裁判所長                               |          |
| 平城文啓   | 2024年（令和6年）8月24日 -                             |                                                |          |

### 秘書課長兼広報課長
| 氏名       | 在任期間                                               | 退任後の主な役職     | 備考 |
| ---------- | ------------------------------------------------------ | -------------------- | ---- |
| 三宅正雄   | 1947年（昭和22年）8月12日 - 1954年（昭和29年）1月29日  |                      |      |
| 矢崎憲正   | 1954年（昭和29年）1月30日 - 1961年（昭和36年）12月31日 | 広島高等裁判所長官   |      |
| 岡成人     | 1962年（昭和37年）1月1日 - 1964年（昭和39年）4月30日   |                      |      |
| 大内恒夫   | 1964年（昭和39年）5月1日 - 1969年（昭和44年）6月30日   | 最高裁判所判事       |      |
| 千葉和郎   | 1969年（昭和44年）7月1日 - 1973年（昭和48年）6月30日   | 名古屋高等裁判所長官 |      |
| 草場良八   | 1973年（昭和48年）7月1日 - 1975年（昭和50年）4月30日   | 最高裁判所長官       |      |
| 大西勝也   | 1975年（昭和50年）5月1日 - 1977年（昭和52年）9月25日   | 最高裁判所判事       |      |
| 梅田晴亮   | 1977年（昭和52年）9月26日 - 1981年（昭和56年）2月6日   | 札幌高等裁判所長官   |      |
| 桜井文夫   | 1981年（昭和56年）2月7日 - 1984年（昭和59年）9月10日   | 東京高等裁判所長官   |      |
| 町田顕     | 1984年（昭和59年）9月11日 - 1986年（昭和61年）9月21日  | 最高裁判所長官       |      |
| 泉徳治     | 1986年（昭和61年）9月22日 - 1988年（昭和63年）2月28日  | 最高裁判所判事       |      |
| 仁田陸郎   | 1988年（昭和63年）2月29日 - 1991年（平成3年）7月17日   | 東京高等裁判所長官   |      |
| 白木勇     | 1991年（平成3年）7月18日 - 1995年（平成7年）4月2日     | 最高裁判所判事       |      |
| 千葉勝美   | 1995年（平成7年）4月3日 - 1999年（平成11年）2月10日    | 最高裁判所判事       |      |
| 山崎敏充   | 1999年（平成11年）2月11日 - 2002年（平成14年）9月17日  | 最高裁判所判事       |      |
| 大谷直人   | 2002年（平成14年）9月18日 - 2005年（平成17年）1月27日  | 最高裁判所長官       |      |
| 植村稔     | 2005年（平成17年）1月28日 - 2008年（平成20年）2月3日   | 札幌高等裁判所長官   |      |
| 今崎幸彦   | 2008年（平成20年）2月4日 - 2010年（平成22年）9月23日   | 最高裁判所長官       |      |
| 中村慎     | 2010年（平成22年）9月24日 - 2012年（平成24年）12月7日  | 最高裁判所判事       |      |
| 堀田眞哉   | 2012年（平成24年）12月8日 - 2014年（平成26年）9月11日  | 東京高等裁判所長官   |      |
| 氏本厚司   | 2014年（平成26年）9月12日 - 2017年（平成29年）5月20日  | 最高裁判所事務総長   |      |
| 徳岡治     | 2017年（平成29年）5月21日 - 2019年（令和元年）7月15日  | 最高裁判所人事局長   |      |
| 大須賀寛之 | 2019年（令和元年）7月16日 - 2022年（令和4年）3月31日   | 東京地裁部総括       |      |
| 板津正道   | 2022年（令和4年）4月1日 - 2024年（令和6年）3月25日     | 東京地裁部総括       |      |
| 福島直之   | 2024年 (令和6年) 3月26日 -                             |                      |      |

### 家庭局長
| 氏名         | 在任期間                                                | 退任後の主な役職                       | 備考     |
| ------------ | ------------------------------------------------------- | -------------------------------------- | -------- |
| 宇田川潤四郎 | 1949年（昭和2４年）１月1日 - 1957年（昭和32年）1月4日   |                                        |          |
| 菰淵鋭夫     | 1957年（昭和32年）1月5日 - 1958年（昭和33年）10月14日   |                                        |          |
| 市川四郎     | 1958年（昭和33年）10月15日 - 1960年（昭和35年）11月15日 | 東京高等裁判所長官                     |          |
| 細江秀雄     | 1960年（昭和35年）11月16日 - 1968年（昭和43年）4月9日   |                                        |          |
| 外山四郎     | 1968年（昭和43年）4月10日 - 1972年（昭和47年）2月25日   |                                        |          |
| 裾分一立     | 1972年（昭和47年）2月26日 - 1977年（昭和52年）4月10日   |                                        | 官吏死亡 |
| 原田直郎     | 1977年（昭和52年）4月11日 - 1980年（昭和55年）3月10日   | 大阪高等裁判所長官                     |          |
| 栗原平八郎   | 1980年（昭和55年）3月11日 - 1983年（昭和58年）3月31日   | 東京高等裁判所長官                     |          |
| 猪瀬愼一郎   | 1983年（昭和58年）4月1日 - 1987年（昭和62年）3月1日     | 福岡高等裁判所長官、中央労働委員会委員 | 依願退官 |
| 早川義郎     | 1987年（昭和62年）3月2日 - 1989年（平成元年）11月1日    | 東京高等裁判所判事（部総括）           | 依願退官 |
| 山田博       | 1989年（平成元年）11月2日 - 1992年（平成4年）11月5日    | 浦和家庭裁判所長、日本大学教授         | 依願退官 |
| 木村要       | 1992年（平成4年）11月6日 - 1997年（平成9年）11月2日     | 千葉家庭裁判所長                       | 依願退官 |
| 安倍嘉人     | 1997年（平成9年）11月3日 - 2002年（平成14年）11月29日   | 東京高等裁判所長官                     |          |
| 山崎恒       | 2002年（平成14年）11月30日 - 2005年（平成17年）12月19日 | 札幌高等裁判所長官                     | 依願退官 |
| 二本松利忠   | 2005年（平成17年）12月20日 - 2009年（平成21年）8月16日  | 大阪地方裁判所長                       |          |
| 豊沢佳弘     | 2009年（平成21年）8月17日 - 2013年（平成25年）5月1日    | 東京高等裁判所部総括判事               |          |
| 岡健太郎     | 2013年（平成25年）5月2日 - 2014年（平成26年）10月31日   | 東京高等裁判所判事                     |          |
| 村田斉志     | 2014年（平成26年）11月1日 - 2018年（平成30年）9月9日    | 東京高等裁判所判事（部総括）           |          |
| 手嶋あさみ   | 2018年（平成30年）9月10日 - 2022年（令和4年）9月1日     | 司法研修所長                           |          |
| 馬渡直史     | 2022年（令和4年）9月2日 -                               |                                        |          |